# De Jong
De Jong is de achternaam die  het meest voorkomt in Nederland. In 2007 lag het aantal naamdragers daar op 83.973. Varianten op De Jong zijn namen als De Jonge en De Jongh. 
Zoals gebruikelijk met namen met een voorvoegsel schrijft men in Nederland "de Jong" met een kleine letter als de naam wordt voorafgegaan door een voornaam, initiaal of andere naam. In andere gevallen schrijft men "De Jong". Er is een kleine minderheid die altijd "De Jong" schrijft. Ook in België, waar de voorvoegsels meestal altijd een hoofdletter krijgen, is "de Jong" gebruikelijker dan "De Jong". Zie de infobox. 
Het in absolute zin grootste aantal dragers van de naam De Jong woont in de gemeente Rotterdam, namelijk 2525 (3%). De grootste concentratie van naamdragers woont echter op Ameland, daar draagt 4,74% van de inwoners deze achternaam. In België ligt de grootste concentratie in de exclave Baarle-Hertog, met een percentage van 1,09%. De Jong met twee hoofdletters komt minder vaak voor, in België 254 keer. De hoogste concentratie daarvan ligt in Arendonk met 0,10%.

## Nederlandse personen
- Aart Anne de Jong (1907-1992), accountant
- Albert de Jong (1891-1970), schrijver en anarchist
- Alex de Jong (1967), fantasyschrijver en uitgever
- Alida de Jong (1885-1943), Tweede Kamerlid voor de SDAP
- A.M. de Jong (1888-1943), schrijver
- André de Jong (1896-1957), ondernemer
- Angela de Jong (1976), journaliste, tv-recensente
- Antoinette de Jong (1995), schaatsster
- Arie de Jong (1865-1957), taalkundige en arts
- Arie de Jong (1953), politicus, ambtenaar en bestuurder
- Arie de Jong (1882-1962), schermer
- Astrid de Jong (1971), radioproducer
- Ate de Jong (1953), filmregisseur
- Barbara de Jong (1952), roeister
- Bas de Jong (1973), waterpolospeler
- Bob de Jong, programmamaker, motorsportcommentator en -organisator
- Bob de Jong (1976), schaatser
- Dave de Jong (1975), voetballer
- Dennis de Jong (1955), politicus
- Dirk Herman de Jong (1945), hoogleraar strafrecht en strafprocesrecht
- Douwe de Jong (1941-2005), dammer
- Edward de Jong (1982), golfspeler
- Edward de Jong (1837-1920), fluitist
- Eelke de Jong (1935-1987), journalist en schrijver
- Eloy de Jong (1973), zanger
- Erik de Jong (1961), musicus
- Everard de Jong (1958), hulpbisschop van het Bisdom Roermond
- Frenkie de Jong (1997), voetballer
- George de Jong (1953), volleyballer
- Gerrit de Jong (1944), CDA-politicus
- Gooitzen de Jong (1932-2004), beeldhouwer
- Hans de Jong (1921), weerman en onderwijzer
- Hantje de Jong (1906-1944), verzetsstrijder en predikant
- Hendrik Roelof de Jong (1911-1945), dominee en verzetsstrijder
- Henk de Jong (1964), voetbaltrainer
- Herman de Jong (1835-1916), dirigent
- Herman de Jong, voetballer
- Imani de Jong (2002), zwemster
- Jacques de Jong (1930-1991), ondernemer
- Jan de Jong (1917-2001), architect
- Jan de Jong, (1967) mediadirecteur
- Jan Willem de Jong (1921-2000), tibetoloog en boeddholoog
- Jan Willem de Jong (1981), schaker
- Jason de Jong (1990), Nederlands-Filipijns voetballer
- Jasperina de Jong (1938), actrice, cabaretier en zangeres
- Jean-Paul de Jong (1970), voetballer
- Jelle de Jong (1986), acteur
- Jelle Jan de Jong (1921-1965), verzetsstrijder en hoogleraar
- Jennifer de Jong (1976), actrice en presentatrice
- Jerry de Jong (1964), voetballer
- Jill de Jong (1982), model
- Johannes de Jong (1885-1955), aartsbisschop en kardinaal
- John de Jong (1966), voetballer
- John de Jong (1977), voetballer
- Klaas de Jong (1815-1886), boer en politicus
- Klaas de Jong Ozn. (1926), staatssecretaris van Onderwijs en Wetenschappen
- Léon de Jong (1982), politicus
- Loe de Jong (1914-2005), historicus en journalist
- Luuk de Jong (1990), voetballer
- Maarten de Jong (1962), voetballer
- Marinus de Jong (1891) Nederlands-Vlaams componist
- Marjolein de Jong (1981), atlete
- Marjolein de Jong (1967), softbalster
- Martien de Jong (1929), literatuurhistoricus, essayist, dichter en prozaschrijver
- Max de Jong, (1917-1951), schrijver en dichter
- Mea de Jong (1988), actrice en filmmaakster
- Mechtild de Jong (1939), politicus, Tweede Kamer-lid
- Michael de Jong, Nederlands-Amerikaans musicus
- Michiel de Jong (1973), acteur
- Migchiel de Jong (1972), schaker
- Nick de Jong (1989), voetballer
- Nigel de Jong (1984), voetballer
- Oek de Jong (1952), schrijver
- Paul de Jong (1983), roeier
- Peter de Jong (1920-1990), beeldhouwer
- Peter de Jong (1947), cabaretier
- Peter de Jong (1962), burgemeester
- Piet de Jong (1938), dendroloog
- Piet de Jong (1915-2016), minister-president van Nederland
- Piet de Jong (1930), voetballer
- Pieter de Jong, cabaretier en tekstdichter
- Reggie de Jong (1964), wedstrijdzwemster
- Rita de Jong (1965), roeister
- Roel de Jong (1913-1973), politie-inspecteur en verzetsstrijder
- Ronald de Jong (1956), organist
- Rosalie de Jong (1985), musicalactrice
- Sidney de Jong (1979), honkballer
- Siem de Jong (1989), voetballer
- Siepie de Jong (1940), politica en burgemeester
- Sjoerd de Jong (1960), journalist en publicist
- Stan de Jong (1963), journalist, publicist en scenarioschrijver
- Steven de Jong (1962), regisseur en producent
- Suzanne de Jong (1982), televisiepresentatrice
- Taeke M. de Jong (1947), stedenbouwkundige
- Tess de Jong (1989), korfbalster
- Theo de Jong (1947), voetballer en coach
- Tjitze de Jong (1942-2014), predikant
- Tonny de Jong (1974), schaatsster
- Trude de Jong (1946), kinderboekenschrijfster
- Wilfried de Jong (1957), theatermaker, televisieprogrammamaker, auteur en acteur
- Willem Remmelt de Jong (1946), hoogleraar in de wijsbegeerte en de logica
- Wim de Jong (1922-2012), dammer
- Wim de Jong (1948), voetballer
- Winny de Jong (1958), politicus
- Worthy de Jong (1988), basketballer
- Wouter de Jong (1981), acteur
- Xenia de Jong (1922-2012), atlete

## Personen uit andere landen
- Geert de Jong (1951), Belgisch filmactrice
- Marcel de Jong (1986), Canadees voetballer
- Tommy de Jong (1987), Frans voetballer